# میلکا چموس چیوا
میلکا چموس چیوا (انگلیسی: Milcah Chemos Cheywa؛ زادهٔ ۲۴ فوریهٔ ۱۹۸۶) دونده دو استقامت زن اهل کنیا است.